# Glashütten bei Schlaining
Glashütten bei Schlaining (ungarisch Szalónakhuta, Szalónaküveghuta) ist eine Ortschaft und Katastralgemeinde der Gemeinde Unterkohlstätten im Bezirk Oberwart im Burgenland.

## Geografie
Der Ort befindet sich am nördlichen Abfall des Günser Gebirges und liegt abseits des Straßennetzes in einer Rodungsinsel.

### Nachbarortschaften
| Unterkohlstätten Oberkohlstätten | Unterkohlstätten                            | Oberkohlstätten        |
| Goberling Unterkohlstätten       | Kompassrose, die auf Nachbargemeinden zeigt | Glashütten bei Langeck |
| Stadtschlaining                  | Rumpersdorf                                 | Rumpersdorf            |

## Geschichte
Im Jahr 1658 errichtete Graf Ádám Batthyány hier eine Glashütte, die 1698 erstmals auch als Siedlung erwähnt wird. Die Glashütte erlangte Bekanntheit wegen der geschwefelten und daher gelb schimmernden Glasarbeiten. Die enormen Mengen an Holz, die für die Glasherstellung benötigt wurden, wurden in der Umgebung geschlagen. Im 19. Jahrhundert wurde zusätzlich zur allmählich niedergehenden Glasindustrie das Metall Antimon geschürft.
Der Ort gehörte wie das gesamte Burgenland bis 1920/21 zu Ungarn (Deutsch-Westungarn). Ab 1898 musste aufgrund der Magyarisierungspolitik der Regierung in Budapest der ungarische Ortsname der Ortschaft verwendet werden. Nach Ende des Ersten Weltkriegs wurde nach zähen Verhandlungen Deutsch-Westungarn in den Verträgen von St. Germain und Trianon 1919 Österreich zugesprochen. Seit 1921 gehört Glashütten zum damals neu gegründeten Bundesland Burgenland (siehe auch Geschichte des Burgenlandes).
Am 1. Jänner 1971 wurde der Ort im Zuge des Gemeindestrukturverbesserungsgesetzes der burgenländischen Landesregierung mit Günseck, Holzschlag, Oberkohlstätten und Unterkohlstätten zur neuen Gemeinde Unterkohlstätten zusammengelegt.

## Kultur und Sehenswürdigkeiten
- Ortskapelle, erbaut 1801
- Filialkirche hl. Ludwig von Toulouse, neoromanischer Bau von 1816